# Baszki (województwo lubelskie)
Baszki – wieś w Polsce położona w województwie lubelskim, w powiecie lubelskim, w gminie Niemce. Przez miejscowość przepływa rzeka Ciemięga.
Wieś szlachecka Baski położona była w drugiej połowie XVI wieku w powiecie lubelskim województwa lubelskiego. W latach 1975–1998 miejscowość administracyjnie należała do województwa lubelskiego.
Wieś stanowi sołectwo gminy Niemce. Według Narodowego Spisu Powszechnego z roku 2011 wieś liczyła 303 mieszkańców.
Wierni Kościoła rzymskokatolickiego należą do parafii św. Ignacego Loyoli i św. Piotra i Pawła w Niemcach.